# جنی فلچر
جنی فلچر (انگلیسی: Jennie Fletcher; ۱۹ مارس ۱۸۹۰ – ۱۷ ژانویهٔ ۱۹۶۸) شناگر اهل بریتانیا بود.
وی در مسابقات کشوری و بین‌المللی در مجموع برندهٔ ۱ مدال طلا، ۱ مدال برنز شده‌است.